# Батарито плямистоволий
Батари́то плямистоволий (Dysithamnus stictothorax) — вид горобцеподібних птахів родини сорокушових (Thamnophilidae). Мешкає в Бразилії.

## Таксономія
Вид був описаний Конрадом Якобом Темінком в 1823 році. Він отримав назву Myothera strictothorax. В 1847 році Жан Луї Кабаніс перевів птаха до роду Батарито (Dysithamnus). Це типовий вид свого роду. Підвидів не виділяють.

## Опис
Довжина птаха становить 12 см. Верхня частина тіла оливкова, покрині пера на крилах чорні з білими кінчиками. Голова чорна, поцяткована на скронях білими плямками, тім'я сіре. Нижня частина тіла жовтувата, горло білувате, груди поцятковані сірими плямками. У самиці тім'я рудувате.

## Поширення і екологія
Плямистоволі батарито поширені на південно-східному узбережжі Бразилії, від південної Баїї на півночі до Санта-Катарини на півдні, а також в штатах Мінас-Жерайс (в долині Ріо-Досі) і Сан-Паулу. Були зафіксовані в Аргентині, в провінції Місьйонес. Плямистоволі батарито живуть в підліску бразильського атлантичного лісу, в гірських і рівнинних тропічних і субтропічних лісах і чагарникових заростях на висоті до 1200 м над рівнем моря.

## Збереження
МСОП вважає стан збереження цього виду близьким до загрозливого. Йому загрожує знищення природного середовища.